# Beinn an Eòin
Beinn an Eòin är ett berg i Storbritannien.   Det ligger i kommunen Highland och riksdelen Skottland, i den nordvästra delen av landet, 800 km nordväst om huvudstaden London. Toppen på Beinn an Eòin är 560 meter över havet.
Terrängen runt Beinn an Eòin är huvudsakligen kuperad.  Trakten runt Beinn an Eòin är nära nog obefolkad, med mindre än två invånare per kvadratkilometer. Närmaste större samhälle är Gairloch, 14,9 km nordväst om Beinn an Eòin. Trakten runt Beinn an Eòin består i huvudsak av gräsmarker.